# Cung điện Ludwigsburg
Cung điện Ludwigsburg (cách nội thành Stuttgart khoảng 12 km về phía bắc) được xây dựng theo phong cách kiến trúc Baroque trong thời gian từ 1704 đến 1733 dưới thời của Công tước Eberhard Ludwig của Württemberg. Cung điện này là một trong các Cung điện Baroque lớn nhất của Đức.
Cung điện Ludwigsburg đã là từng nơi ngự trị và là thủ đô của Công quốc Württemberg thay cho thành phố Stuttgart trong một khoảng thời gian. Một công viên rộng lớn bao bọc lấy ba mặt của Cung điện được kiến tạo trong năm 1954, nhân dịp kỷ niệm 250 ngày xây dựng Cung điện. Từ đấy, công viên và vườn hoa mang chủ đề của nhiều câu truyện cổ tích trong công viên nổi tiếng dưới tên Baroque nở hoa và cộng với hai Cung điện nhỏ kế cận cũng là một địa điểm du lịch được ưa thích không những chỉ cho du khách từ các khu vực lân cận. Công viên, kiến trúc và trang trí nội thất nguyên thủy là sự kết hợp của các phong cách kiến trúc Baroque, Rococo, Cổ điển và Tân Cổ điển.

## Lịch sử
Tiền thân của Cung điện là một dinh thự dùng để đi săn, bị quân đội Pháp phá hủy trong năm 1693. Ý định xây dựng lại dinh thự săn bắn này bắt đầu vào đầu thế kỷ thứ 18. Lễ đặt viên đá đầu tiên được tiến hành vào ngày 7 tháng 5 năm 1704. Một năm sau đấy, vào ngày 11 tháng 5 năm 1705, Công tước Eberhard Ludwig đặt tên cho Cung điện này là Ludwigsburg.
Ngay từ năm 1706, nhà xây dựng Johann Friedrich Nette đã phác thảo một dự án xây dựng rộng lớn hơn, bao gồm ba dãy nhà. Trong những năm sau đó ngôi nhà giữa ở phía bắc được xây dựng. Hai cánh nhà còn lại được xây dựng vuông góc với dãy nhà chính, tạo thành Cung điện nhìn về phía nam.
Mặc dầu được xây dựng mở rộng sau đó nhưng Cung điện vẫn chưa áp ứng được yêu cầu là một nơi ngự trị tiêu biểu cho vị công tước. Do vậy Donatto Giuseppe Frisoni, nhà xây dựng của hoàng gia, đã xây thêm dãy nhà chính ở phía nam, đối diện với dãy nhà chính cũ. Một công viên lớn được kiến tạo về phía nam của dãy nhà mới. Cho đến khi vị công tước qua đời năm 1733, dãy nhà mới chỉ vừa được xây xong phía ngoài, nội thất bên trong vẫn chưa hoàn thành.
Ludwigsburg được xem là một trong các Cung điện hoành tráng nhất châu Âu, bao gồm khoảng 400 phòng, 2 nhà thờ, một nhà hát và một sân trong rộng lớn. Trong công viên Cung điện ngoài những công trình kiến trúc khác là thác nước và hang đá nhân tạo.

## Cung điện ngày nay

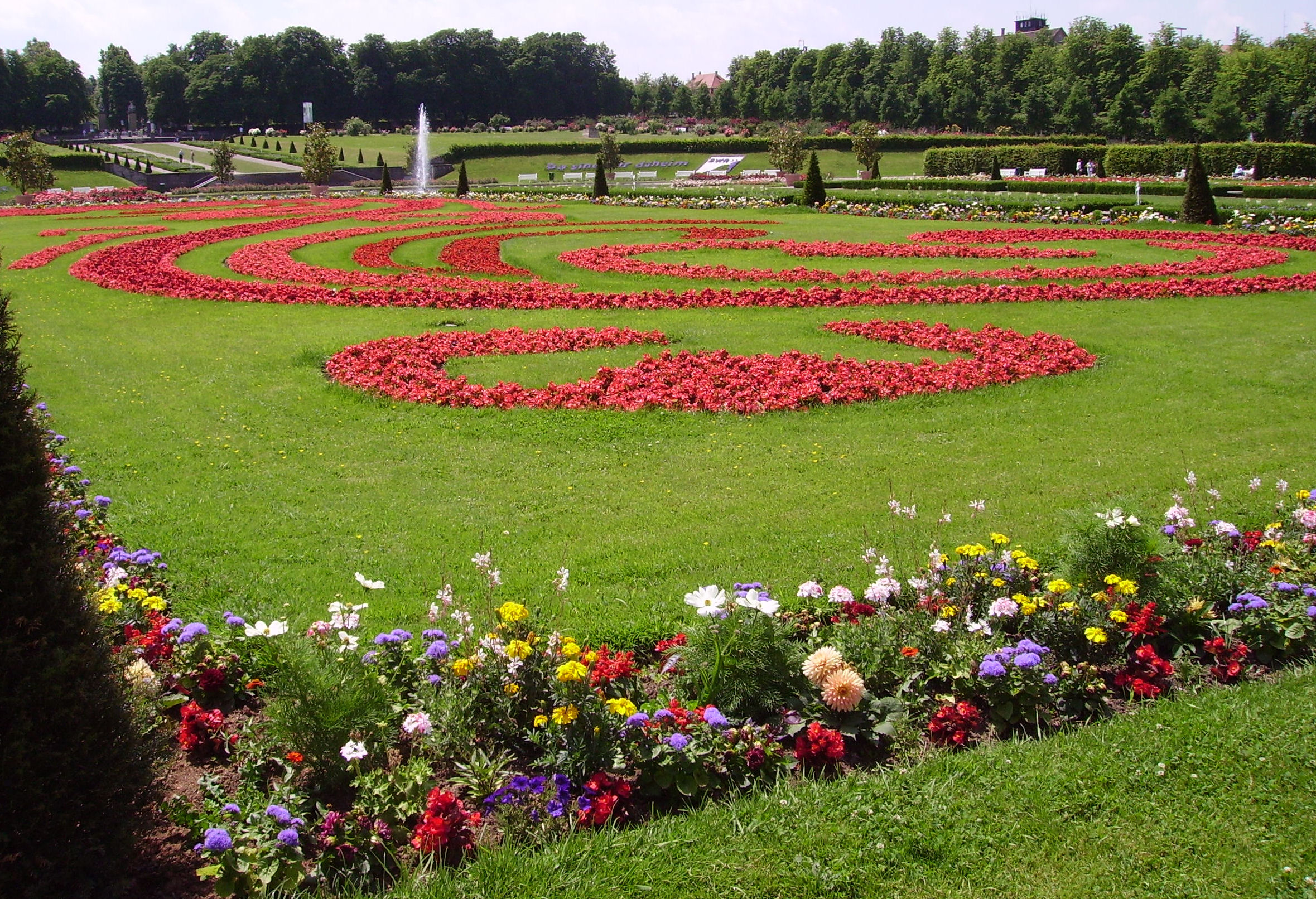
Công viên trong Cung điện Ludwigsburg

Nhân dịp kỷ niệm 300 ngày xây dựng Cung điện, một Viện bảo tàng đồ sứ và thời trang và một phòng trưng bày tranh Baroque đã được khai trương năm 2004.
Phòng tranh Baroque là nơi trưng bày khoảng trên 150 tác phẩm của nền hội họa Đức và Ý trong thế kỷ thứ 17 và thế kỷ thứ 18 được chọn lọc từ bộ sưu tập tranh của Viện Bảo tàng Nghệ thuật Stuttgart.
Nhà hát trong Cung điện có 350 chỗ ngồi. Cho đến ngày nay nhiều vở opera vẫn được trình diễn trong nhà hát này nhân dịp lễ hội hằng năm. Nhà hát trong Cung điện đã được tái khánh thành năm 1998 sau 5 năm phục hồi với kỹ thuật dàn dựng sân khấu gần như nguyên thủy.
Viện bảo tàng tiểu bang Stuttgart trưng bày trong tầng trên của dãy nhà chính mới ở phía nam bộ sưu tập các tác phẩm đồ sành sứ từ các lò gốm nổi tiếng của các thành phố Meißen, Nymphenburg, Berlin, Viên và Ludwigsburg cũng như là các tác phẩm thời đương đại.

## Mộ phần các vị vua và công tước

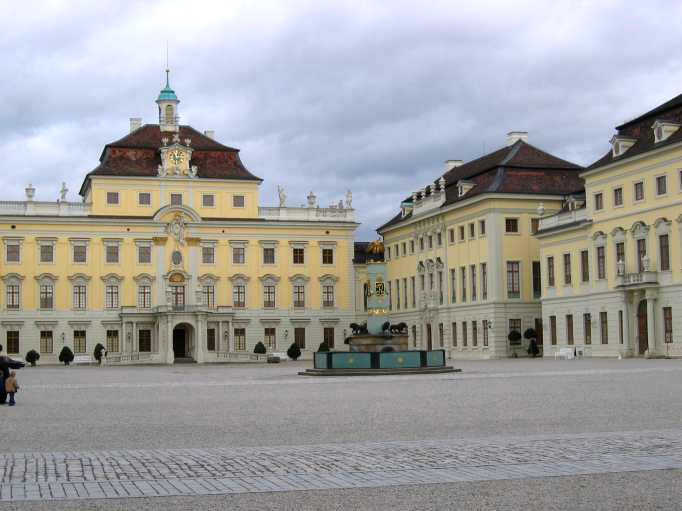
Dãy nhà chính cũ của Cung điện Ludwigsburg nhìn từ sân trong Cung điện.

Nhà thờ trong Cung điện là nơi chôn cất của:
1. Công tước Friedrich Ludwig (14/12/1698 - 23/11/1731) – (Con trai của Công tước Eberhard Ludwig)
2. Eberhard Ludwig, Công tước của Württemberg (18/9/1676 – 31/10/1733)
3. Karl Alexander xứ Württemberg (24/1/1684 – 12/3/1737)
4. Nữ công tước Friederike (19/2/1750 – 12/3/1751) – (Con gái của Công tước Karl Eugen)
5. Marie Auguste xứ Thurn và Taxis, Công tước phu nhân xứ Württemberg (11/8/1706 – 1/2/1756) – (Phu nhân của Công tước Karl Alexander)
6. Johanna Elisabeth của Baden-Durlach, Nữ công tước của Württemberg (3/10/1680 – 2/7/1757) – (Phu nhân của Công tước Eberhard Ludwig)
7. Elisabeth Friederike Sophie của Brandenburg-Bayreuth, Nữ công tước của Württemberg (30/8/1732 – 6/4/1780) – (Phu nhân của Công tước Karl Eugen)
8. Công chúa Sophie Dorothea (24/12/1783 – 3/10/1784)
9. Augusta Elisabeth, Nữ hầu tước của Thurn và Taxis (30/10/1734 – 4/6/1787) – (Con gái của Công tước Karl Alexander)
10. Karl Eugen xứ Württemberg (11.2.1728 - 24.10.1793)
11. Ludwig Eugen xứ Württemberg (6/1/1731 - 20/5/1795)
12. Friedrich Eugen xứ Württemberg (21/1/1732 - 22/12/1797)
13. Friederike Sophie Dorothea của Brandenburg-Schwedt, Nữ công tước của Württemberg (18/12/1736 - 9/3/1798) – (Phu nhân của Công tước Friedrich Eugen)
14. Sophie Albertine của Beichtlingen, Nữ công tước của Württemberg (15/12/1728 - 10/5/1807) – (Phu nhân của Công tước Ludwig Eugen)
15. Hoàng tử Paul (7/3/1809 - 28/5/1810) – (Con trai của vua Friedrich I)
16. Friedrich I của Württemberg (6/11/1754 - 30/10/1816)
17. Charlotte Augusta của Liên hiệp Anh, Vương hậu Württemberg (29/9/1766 - 6/10/1828) – (Phối ngẫu của Vua Friedrich I)
18. Katharina của Württemberg, Vương hậu Westphalia (21/2/1783 - 28/11/1835) – (Con gái của Vua Friedrich I)
19. Charlotte của Sachsen-Altenburg (17/6/1787 - 12/12/1847) – (Phu nhân của hoàng tử Paul)
20. Hoàng tử Paul (19/1/1785 - 16/4/1852) – (Con trai của Vua Friedrich I)
21. Theodolinde de Beauharnais, Nữ công tước của Urach (13/4/1814 - 1/4/1857) – (Phu nhân của Công tước Wilhelm I)
22. Nữ bá tước Eugenie của Württemberg (13/9/1848 - 26/11/1867) – (Con gái của Công tước Wilhelm I)
23. Wilhelm I xứ Urach (6/7/1810 - 16/7/1869)
24. Hoàng tử Friedrich của Württemberg (21/2/1808 - 9/5/1870) – (Chồng của công chúa Katharina)
25. Nữ công tước Sophie Dorothea (4/3/1800 - 20/12/1870) – (Con gái của Hầu tước Karl Alexander của Thurn und Taxis)
26. Pauline Therese, Vương hậu Württemberg (4/9/1800 - 10/3/1873) – (Vợ của của Vua Wilhelm I)
27. Hoàng tử August (24/1/1813 - 12/1/1885) – (Con trai của Hoàng tử Paul)
28. Công tước Maximilian (3/9/1828 - 28/7/1888) – (Con trai của Công tước Paul)
29. Florestine của Monaco (22/10/1833 - 24/4/1897) – (Phu nhân của Bá tước Wilehlm I của Württemberg)
30. Katharina Friederike của Württemberg (24/8/1821 - 6/12/1898) – (Con gái của Vua Wilhelm I)
31. Nữ hầu tước Maria Gabriela (22/6/1893 - 19/3/1908) – (Con gái của Công tước Wilhelm II của Urach)
32. Amalie của Bayern, Nữ công tước của Urach (24/12/1865 - 26/5/1912) – (Phu nhân của Công tước Wilhelm II)
33. Công tước Philipp I của Württemberg (30/7/1838 - 11/10/1917) – (Con trai của Công tước Alexander II)
34. Hầu tước Karl của Urach (15/2/1865 - 5/12/1925) – (Con trai của Công tước Wilhelm I)
35. Wilhelm II, Công tước của Urach (3/3/1864 - 24/3/1928) – (Con trai của Công tước Wilhelm I)
36. Hermine xứ Schaumburg-Lippe (5/10/1845 - 23/12/1930) – (Phu nhân của Công tước Maximilian)